# Jack Abbott (Fußballspieler)
John „Jack“ Abbott (* 25. Mai 1943 in Winsford; † Dezember 2002 in Süd-Cheshire) war ein englischer Fußballspieler.

## Karriere
Abbott kam Anfang der 1960er von Winsford United zu Crewe Alexandra. Im April 1962 debütierte Abbott unter Trainer Jimmy McGuigan als 18-jähriger Amateur am vorletzten Spieltag der Saison 1961/62 in der Football League Fourth Division bei einem 3:0-Heimsieg gegen die Tranmere Rovers auf der Mittelläuferposition. Zu zwei weiteren Pflichtspieleinsätzen in der ersten Mannschaft kam Abbott erst in der Spielzeit 1964/65; zunächst im September 1964 in einer Partie des League Cups erneut gegen Tranmere, im Januar 1965 schloss sich ein 3:3-Unentschieden in der Liga gegen den AFC Wrexham an, zugleich sein letzter Einsatz für Crewe. In der Folge spielte er für Oswestry Town in der Cheshire County League.